# Vaccinium subdissitifolium
Vaccinium subdissitifolium là một loài thực vật có hoa trong họ Thạch nam. Loài này được P.F. Stevens miêu tả khoa học đầu tiên năm 1985.